# De Luca Daimler
Pour les articles homonymes, voir De Luca et Daimler.
En avril 1906, les frères De Luca, fils de Carmine, fondent la société De Luca Daimler  à Naples, permettant la diffusion des modèles Daimler en Italie mais également leur exportation en Angleterre. La société produit quatre modèles dans son usine de 60 000 m2 où travaillent 800 ouvriers avec des pièces mécaniques expédiées d'Angleterre. Ils nomment Roberto de Senna président de la société et comme directeur technique Giovanni Pagliano qui a bonne réputation auprès du service ingénierie de Daimler-Angleterre.

## Historique
La société remonte à la Società Aninima Carmine De Luca dont la date de création varie selon les sources. Elle fut créée par Carmine De Luca soit en 1850, soit en 1870. Devant l'ampleur du développement de l'industrie automobile au début du XXe siècle, Carmine se décide à produire lui aussi des véhicules mais, afin de limiter des coûts de développement, il choisit de produire des modèles déjà existants. Son choix se portera sur la marque de luxe Daimler.
En 1908, les frères De Luca créent l'Auto Mista, un des premiers véhicules hybrides composé d'un moteur essence de 6 786 cm3 permettant d'atteindre 60 km/h et d'un moteur électrique qui ne permet pas de dépasser les 30 km/h.
En 1909, Daimler ne respecte pas son contrat stipulant l'achat de châssis italiens par la firme anglaise. La société arrête la production en 1910 et change de nom pour devenir Daimler Italia juste avant de disparaître définitivement.